# Junimea
A Junimea román irodalmi egyesületet 1863-ban Iașiban alakították meg. A 19. századi Románia legbefolyásosabb intellektuális és politikai mozgalma volt.

## Története
Több, külföldön tanult személyiség kezdeményezésére alakult . Az egyesület fő alakjai Titu Maiorescu, Petre P. Carp, Vasile Pogor, Theodor Rosetti és Iacob Negruzzi voltak. A társaság vezető személyisége és legfőbb támogatója Maiorescu volt, aki tudományos cikkeivel és esszéivel jelentősen hozzájárult a modern román kultúra kialakításához.
Az egyesület neve a román ifjúság szó archaizáló változata.

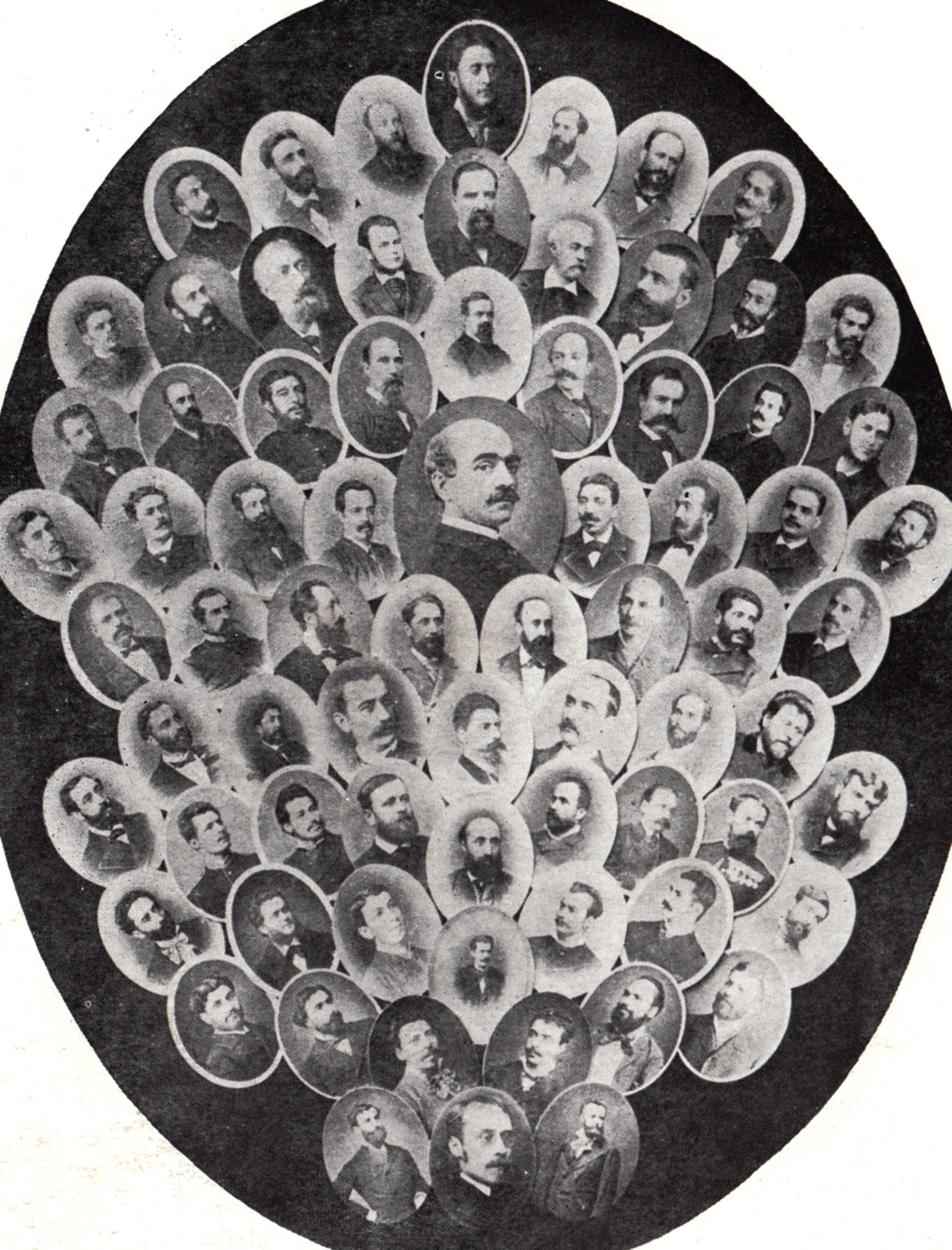
A Junimea tagjainak gyűjteményes portréja (1883)

Kezdetben nem volt határozott elméleti programjuk, tevékenységüket az egyetemen tartott nyilvános előadások jelentették. A hallgatóság a város szellemi elitjéből került ki, az előadások tárgya (román és egyetemes történelem, filozófiatörténet, pedagógia, logika, pszichológia) hozzáférhető volt számukra. Felolvasásokat tartottak fordításaikból, vagy vitatkoztak a román nyelv helyesírásán. Ez utóbbi tárgykörben a Junimea tagjai kezdettől fogva egyértelműen a fonetikus írásmód mellett álltak ki, szemben a "latinisták" által favorizált etimologizáló írásmóddal. A Junimea fontosnak tartotta a népi nyelv fejlesztését, amelyet a régi könyvek nyelvezete mellett a szépirodalom alapjának szántak.
Az egyesülethez fokozatosan új tagok csatlakoztak: N. Scheletti, N. Gane, Leon Negruzzi, A.D. Xenopol, N. Niculeanu, Ioan Ianov, Ion Caragiani, N. Quintescu, N. Mandrea, Th. Șerbănescu, Samson Bondărescu, Miron Pompiliu, Th. Nica, Matilda Cugler, V. Burlă, Șt. Virgolici, Al. Lambrior, G. Panu, Vasile Conta, A. Naum, P. Missir, valamint a korszak legkiválóbb írói: Vasile Alecsandri, Mihai Eminescu, Ion Creangă, Ioan Slavici, Ion Luca Caragiale, később Duiliu Zamfirescu és Mihai Dragomirescu. Munkásságuk nyomán az egyesület színvonalas irodalmi körré alakult át, ahol az alkotók bemutatták műveiket.
Az egyesület folyóirata, a Convorbiri literare (Irodalmi beszélgetések),  nemcsak a tagok írásait jelentette meg, hanem a teljes román nyelvterület alkotóinak műveit.
Miután az egyesület vezéralakja, Titu Maiorescu 1874-ben Bukarestbe költözött, a Junimea egy ideig Iași-ban és Bukarestben párhuzamosan működött, majd 1885-től, amikor a folyóirat főszerkesztője, Iacob Negruzzi is követte, kizárólag Bukarestben.
A Junimea irodalmi irányvonala, az úgynevezett junimizmus, legtisztábban Titu Maiorescu írásaiban fogalmazódik meg: Despre poezia română (A román költészetről, 1867), În contra direcției de azi în cultura română (A román kultúra mai irányzatai ellen, 1868), Direcția nouă în poezia și proza română (A román költészet és próza új iránya, 1872).